# Championnat de France de Scrabble duplicate en blitz
Le Championnat de France de Scrabble duplicate en blitz (une minute par coup, au lieu de deux pour le Championnat de France de Scrabble duplicate) a été organisé par centres régionaux de 1991 à 1993.
À partir de 1994, il a lieu le lundi qui suit le Championnat de France de Scrabble duplicate, au même endroit que celui-ci (sauf en 2011 où il a eu lieu lors du Festival de Cannes, ce qui suscite de nombreuses protestations). Depuis 2023, il a lieu dans le cadre du Festival d'Aix-les-Bains fin octobre ou début novembre.
Le recordman absolu de victoires est Antonin Michel avec onze (11) titres et huit (8) podiums en 28 éditions du championnat ! Suivent Thierry Chincholle (3 titres et 5 podiums), Florian Lévy (2 titres et 5 podiums) et Pascal Fritsch (2 titres et une troisième place). Jean-François Lachaud (1 titres et 6 podiums)  Franck Maniquant et Marc Treiber ont chacun gagné un titre et figuré cinq fois aux deux autres places du podiums.

## Palmarès
| Année | Date         | Lieu          | Vainqueur              | Second                             | Troisième                          | Joueurs |
| ----- | ------------ | ------------- | ---------------------- | ---------------------------------- | ---------------------------------- | ------- |
| 1991  | 19 mai       | Par centres   | Jean-François Lachaud  | Bruno Bloch                        | Marc Treiber                       | 138     |
| 1992  | 8 mars       | Par centres   | Bruno Bloch            | Michel Duguet                      | Pascal Fritsch                     | 375     |
| 1993  | 7 mars       | Par centres   | Antonin Michel         | Jean-François Lachaud              | Marc Treiber                       | 621     |
| 1994  | 4 avril      | Arras         | Pascal Fritsch         | Franck Maniquant                   | Antonin Michel                     | 203     |
| 1995  | 17 avril     | Schiltigheim  | Emmanuel Rivalan       | Antonin Michel                     | Jean-François Lachaud              | 242     |
| 1996  | 8 avril      | Nantes        | Aurélien Kermarrec     | Antonin Michel                     | Nicolas Grellet et Marc Treiber    | 308     |
| 1997  | 31 mars      | Épinal        | Nicolas Grellet        | Thierry Chincholle                 | Laurent Loubière                   | 258     |
| 1998  | 13 avril     | Beaune        | Marc Treiber           | Joël Renault                       | Thierry Chincholle                 | 334     |
| 1999  | 5 avril      | Montpellier   | Dominique Le Fur       | Éric Imbert                        | Antonin Michel                     | 322     |
| 2000  | 24 avril     | Quimper       | Thierry Chincholle     | Jean-François Deron                | Anthony Clémenceau et Marc Treiber | 383     |
| 2001  | 16 avril     | Tours         | Anthony Clémenceau     | Philippe Lorenzo                   | Thierry Chincholle                 | 372     |
| 2002  | 1er avril    | Toulouse      | Antonin Michel (2)     | Florian Lévy                       | Christophe Leguay                  | 364     |
| 2003  | 21 avril     | Lille         | Florian Lévy           | Marc Treiber                       | Antonin Michel                     | 407     |
| 2004  | 12 avril     | Biarritz      | Antonin Michel (3)     | Franck Maniquant                   | Thierry Chincholle                 | 363     |
| 2005  | 28 mars      | Martigues     | Thierry Chincholle (2) | Florian Lévy                       | Alain Dubreuil                     | 483     |
| 2006  | 17 avril     | Limoges       | Franck Maniquant       | Jean-François Lachaud              | Antonin Michel                     | 519     |
| 2007  | 9 avril      | Troyes        | Antonin Michel (4)     | Florian Lévy                       | Franck Maniquant                   | 586     |
| 2008  | 12 mai       | Besançon      | Antonin Michel (5)     | Franck Maniquant                   | Guy Delore                         | 532     |
| 2009  | 1er juin     | La Rochelle   | Pascal Fritsch (2)     | Antonin Michel                     | Florian Lévy                       | 587     |
| 2010  | 24 mai       | Reims         | Antonin Michel (6)     | Franck Maniquant                   | Jean-François Lachaud              | 595     |
| 2011  | 25 février   | Cannes        | Antonin Michel (7)     | Florian Lévy                       | Jean-François Lachaud              | 343     |
| 2012  | 18 juin      | Saint-Étienne | Thierry Chincholle (3) | Fabien Leroy                       | Nicolas Aubert                     | 425     |
| 2013  | 16 juin      | Mandelieu     | Florian Lévy (2)       | Christian Martin                   | Alain Dubreuil                     | 367     |
| 2014  | 30 mai       | Vichy         | Antonin Michel (8)     | Samson Tessier                     | Alain Dubreuil                     | 688     |
| 2015  | 6 avril      | Tours         | Antonin Michel (9)     | Thierry Chincholle                 | Fabien Leroy                       | 393     |
| 2016  | 6 mai        | Vichy         | Antonin Michel (10)    | Romain Santi                       | Jean-François Lachaud              | 727     |
| 2017  | 17 avril     | La Rochelle   | Antonin Michel (11)    | Samson Tessier                     | Simon Valentin                     | 392     |
| 2018  | 10 mai       | Vichy         | Samson Tessier         | Franck Maniquant et Antonin Michel | Franck Maniquant et Antonin Michel | 666     |
| 2019  | 22 avril     | Dunkerque     | Romain Santi           | Samson Tessier                     | Gaston Jean-Baptiste               | 336     |
| 2022  | 27 mai       | Vichy         | Fabien Leroy           | Jean-François Lachaud              | Antonin Michel                     | 492     |
| 2023  | 29 mai       | Bourges       | Antonin Michel (12)    | Gaston Jean-Baptiste               | Sullivan Delanoé                   | 210     |
| 2023  | 27 octobre   | Aix-les-Bains | Samson Tessier (2)     | Franck Maniquant                   | Pascal Fritsch                     | 235     |
| 2024  | 1er novembre | Aix-les-Bains | Antonin Michel (13)    | Samson Tessier                     | Simon Valentin                     | 215     |

## Classement par nombre de titres
| Rang  | Nation                | Or | Argent | Bronze | Total |
| ----- | --------------------- | -- | ------ | ------ | ----- |
| 1     | Antonin Michel        | 12 | 4      | 5      | 21    |
| 2     | Thierry Chincholle    | 3  | 2      | 3      | 8     |
| 3     | Florian Lévy          | 2  | 4      | 1      | 7     |
| 4     | Samson Tessier        | 2  | 3      | -      | 5     |
| 5     | Pascal Fritsch        | 2  | -      | 2      | 4     |
| 6     | Franck Maniquant      | 1  | 6      | 1      | 8     |
| 7     | Jean-François Lachaud | 1  | 3      | 4      | 8     |
| 8     | Marc Treiber          | 1  | 1      | 4      | 6     |
| 9     | Fabien Leroy          | 1  | 1      | 1      | 3     |
| 10    | Bruno Bloch           | 1  | 1      | -      | 2     |
| 10    | Romain Santi          | 1  | 1      | -      | 2     |
| 12    | Anthony Clémenceau    | 1  | -      | 1      | 2     |
| 12    | Nicolas Grellet       | 1  | -      | 1      | 2     |
| 14    | Aurélien Kermarrec    | 1  | -      | -      | 1     |
| 14    | Dominique Le Fur      | 1  | -      | -      | 1     |
| 14    | Emmanuel Rivalan      | 1  | -      | -      | 1     |
| 17    | Gaston Jean-Baptiste  | -  | 1      | 1      | 2     |
| 18    | 7 scrabbleurs         | -  | 1      | -      | 7     |
| 25    | Alain Dubreuil        | -  | -      | 3      | 3     |
| 26    | 6 scrabbleurs         | -  | -      | 1      | 6     |
| Total | Total                 | 29 | 30     | 30     | 89    |

## Source
- Scrabblerama 30e anniversaire édition, page 31